# Citronelal
El citronelal, rodinal o 3,7-dimetiloct-6-en-1-al (C10H18O) es un monoterpenoide y el principal componente de la mezclas de compuestos químicos que otorgan al aceite de citronela su característico aroma a limón.
El citronelal tiene la propiedad de repeler insectos, por ejemplo, mosquitos. Asimismo, presenta una fuerte actividad antifúngica. Es parecido al citral